# 安斎実
安斎 実（あんざい みのる、1911年10月7日 - 1997年12月22日）は、ライフル選手、砲術史研究家。

## 経歴
東京出身。暁星中学校卒、1935年明治大学卒。中学時代から射撃を始め、1950年全日本選手権、51年国体で優勝、1969年JOC常任委員、監督としてオリンピックに六回出場、86年のアジア大会では選手団長、87年日本ライフル射撃協会会長、のち名誉会長。三協食品工業勤務、相談役。砲術史についても著作がある。

## 著書
- 『砲術 その秘伝と達人』雄山閣出版 1965
- 『江戸時代砲術家の生活』雄山閣出版 生活史叢書 1969
  - 『砲術家の生活』雄山閣出版 生活史叢書 1989（増補版）
- 『砲術図説』日本ライフル射撃協会 1988

共編
- 『日本古式銃の型』共編 日本前装銃射撃連盟 1994

## 注
1. ↑  『「現代物故者事典」総索引 : 昭和元年～平成23年 2 (学術・文芸・芸術篇)』日外アソシエーツ株式会社、2012年、50頁。
2. ↑  『人物物故大年表』
3. ↑  『現代日本人名録』1987